# Астрономический обзор
Астрономический обзор – общая карта или фотография, на которой изображён не конкретный объект, а определённый участок неба или даже всё небо. Астрономический обзор может предусматривать создание ряда изображений, спектров или других наблюдений космических объектов, имеющих определенные общие особенности.
Поскольку возможности астрономических инструментов ограничены, исследования обычно осуществляются в одной полосе электромагнитного спектра. С помощью нескольких детекторов, каждый из которых чувствителен к определённой полосе частот, можно проводить исследования в широком диапазоне волн.
Съёмки, как правило, производятся в рамках создания астрономического каталога или для фиксации астрономических прохождений. Для съёмки часто используются телескопы-астрографы с широким полем обзора.

## Научная ценность
Обзоры неба, в отличие от целенаправленного наблюдения за конкретным объектом, позволяют астрономам каталогизировать небесные объекты и выполнять их статистический анализ без сложных поправок на селективное предупреждение. В некоторых случаях астрономы, интересующиеся определенным космическим объектом, обнаруживают, что тратить дорогостоящее время наблюдений с помощью телескопа нет смысла, поскольку изображений, снятых во время обзора, достаточно.
Кроме того, обзоры помогают астрономам выбирать цели для более подробного исследования с помощью более мощных телескопов. Если предварительные наблюдения подтверждают определённую гипотезу, комитет по планированию времени работы телескопа, скорее всего, одобрит новые, более детальные наблюдения для её проверки.
Поскольку обзоров много, они являются идеальным средством поиска движущихся объектов, в частности астероидов и комет. Изображения, сделанные ранее, можно сравнить с изображениями, снятыми в рамках обзора, и выявить изменения, произошедшие за прошедшее время. Ранее такие задачи выполнялись вручную: например, путем сравнения фотографий того же участка неба, снятого в интервалом несколько недель, на специальном приборе, позволяющем их сравнивать (блинк-компаратора), был открыт Плутон. В настоящее время эту задачу можно решать в автоматическом режиме, поручив её особым программам анализа изображений.
Помимо решения научных задач, астрономические обзоры помогают выявлять потенциально опасные космические объекты. Подобным образом можно сравнивать изображения того же объекта, сделанные в рамках различных обзоров, и исследовать изменения, которые с ними происходят, – например, для исследования переменных звёзд.

## Список обзоров неба

### Оптические
- Гиппарх создал первый известный звёздный каталог, содержащий более 850 звёзд. Данные были включены в Альмагест вместе с первым списком звёздных величин . Это был основной астрономический справочник до 190—120 годах до н. э.
- Боннское обозрение (BD) — астрометрический каталог звезд всего неба, 1859—1903 годах.
- Астрографический каталог (Carte du Ciel) — международный астрономический обзор всего неба. Съёмку производили 18 обсерваторий с использованием более 22 тысяч фотопластинок. Результаты были основой сравнения для всех последующих исследований, 1887-1975 годах.
- Каталог Генри Дрейпера - спектральные классификации на основе фотопластинок, 1918-1924 годах, дополнено в 1925—1936 годах.
- Каталинский небесный обзор — астрономическое обозрение для выявления комет и астероидов.
- Археологический обзор Pan-Andromeda .
- Паломарский атлас (NGS-POSS) — обзор неба северного полушария с помощью фотопластинок, 1948—1958 года.
- Обзор Астрофизического центра для исследования красного смещения (CfA Redshift Survey) — программа Гарвард-Смитсоновского астрофизического центра . Длился с 1977 по 1982 год, затем с 1985 по 1995 год.
- Цифровой обзор неба (Digitized Sky Survey) — обзор всего неба в оптическом диапазоне, осуществлённый из оцифрованных фотопластинок, 1994 год.
- Обзор 2dF Galaxy Redshift Survey[англ.] (2dfGRS) — обзор красного смещения Галактики в двухградусном поле (имеется в виду что обзорный прибор имеет поле зрения диаметром 2 градуса), проведённый Англо-Австралийской обсерваторией между 1997 и 2002 годами.
- Слоановский цифровой небесный обзор (SDSS) — оптическое и спектроскопическое исследование, 2000—2006 годах (первый проход).
- Обзор Photopic Sky Survey — исследование из 37 440 отдельными экспозициями, 2010—2011годах[3][4].
- Обзор для исследования красного смещения DEEP2 Redshift Survey (DEEP2) — в Обсерватории Кека измерялось красное смещение 50 000 галактик.
- Обзор для исследования красного смещения VIMOS-VLT Deep Survey (VVDS) — франко-итальянское исследование с использованием Очень большого телескопа в обсерватории Паранал.
- Обзор Calar Alto Legacy Integral Field Area Survey (PDSSS).
- Исследование темной энергии WiggleZ (WiggleZ Dark Energy Survey)[5] (2006—2011) осуществлялось на Австралийской астрономической обсерватории.
- Dark Energy Survey (DES)[6] — это исследование примерно одной десятой части неба, проведенное в поисках сведений о характеристиках темной энергии.
- Обзор Calar Alto Legacy Integral Field Area Survey (CALIFA) – спектроскопический обзор галактик.
- Обзор SAGES Legacy Unifying Globulars and GalaxieS Survey (SLUGGS)[7] – спектрофотометрический обзор в ближнем инфракрасном диапазоне 25 ближайших эллиптических галактик (2014).
- Обзор Large Sky Area Multi-Object Fibre Spectroscopic Telescope (LAMOST)[8] спектроскопический обзор внегалактических и звездных объектов.
- IPHAS и VPHAS+ — обзоры галактического балджа и внутреннего диска с помощью Телескопа Исаака Ньютона (север) и Обзорного телескопа ДВТ (юг) в диапазонах u, g, r, Hα и i, 2003 — до сих пор.
- Pan-STARRS — широкоугольная система исследования для поиска переходных и переменных источников, 2010 — наст. время.
- Optical Gravitational Lensing Experiment (OGLE) — широкомасштабное исследование изменчивости неба (в диапазонах I и V), 1992 — до сих пор.
- DESI Legacy Изображение Surveys (Legacy Surveys) — большое исследование внегалактического неба в трех полосах, охватывающее треть неба, 2013 — наст. время.
- GSNST — Глобальная группа поиска сверхновых — в августе 2018 года начато исследование всего неба для поиска астрономических транзиентов.
- Каталоги Gaia, содержащие более миллиарда расстояний, измеренных с помощью параллакса.

### Инфракрасные
- Инфракрасный астрономический спутник (IRAS) провёл обзор всего неба на длинах волн 12, 25, 60 и 100 мкм, 1983.
- Обзор 2MASS — наземная съёмка всего неба в диапазонах J, H и Ks (длины волн 1,25, 1,65 и 2,17 мкм) 1997—2001 годы.
- Японский спутник Akari (Astro-F) среднего и дальнего инфракрасного диапазона для обзора всего неба, 2006—2008 годы.
- Инфракрасный орбитальный телескоп WISE был запущен в декабре 2009 года с целью осмотра 99 % неба на длинах волн 3,3, 4,7, 12 и 23 мкм. Телескоп более чем в тысячу раз чувствительнее предыдущих инфракрасных исследований. Начальная фаза исследования, которая предполагала получение изображения каждого участка неба не менее восьми раз, была завершена к июлю 2010 года.
- Съёмка глубокого неба в инфракрасном диапазоне (UKIRT Infrared Deep Sky Survey — UKIDSS) — ряд наземных исследований северного полушария (GPS, GCS, LAS, DXS, UDS) с использованием камеры WFCAM на UKIRT, некоторые широкие, другие очень глубокие, в полосах Z, Y, J, H и K 2005 — наст. время.
- Исследование с помощью телескопа для астрономических наблюдений в видимом и инфракрасном диапазонах — ряд наземных исследований в южном полушарии ( VVV, VMC, VHS, VIKING, VIDEO, UltraVISTA ), разных зон и на разные глубины, в диапазонах Z, Y, J, H и Ks, 2009 — наст. время.
- Обзор всего неба SCUBA-2.

### В радиодиапазоне
- Третий кембриджский каталог радиоисточников (3C) — обзор на частотах 159 и 178 МГц, опубликованный в 1959 году.
- HIPASS — обзор в радиодиапазоне, первый слепой обзор радиоизлучения атомарного водорода на волне 21 см, охватывающий все южное небо, 1997—2002 гг.
- Огайский обзор неба — Более 19 000 радиоисточников на частоте 1415 МГц, 1965—1973 годы.
- NVSS — обзор на частоте 1,4 ГГц, зафиксировавший небо севернее 40°ю.ш.
- Обзор слабых радиоисточников на волне длиной 20 см ( FIRST ) – обзор для обнаружения слабых радиоисточников на волнах длиной 20 сантиметров[9].
- SUMSS — обзор на частоте 843 МГц для исследования неба к югу от 30° ю.ш. с чувствительностью и разрешением, подобными соответствующему северному обзору NVSS[10].
- Обзор PALFA — обзор радиопульсаров на частоте 1,4 ГГц в обсерватории Аресибо. На сегодняшний день это самое большое и чувствительное исследование галактической плоскости.
- GALEX Arecibo SDSS Survey (GASS)[11] — обзор с целью измерения содержания нейтрального водорода в репрезентативной выборке из приблизительно 1000 массивных галактик.
- C-BASS — текущий обзор всего неба на частоте 5 ГГц с целью помочь удалить галактический фон с карт космического микроволнового фона.
- EMU — обширное исследование радиоконтинуума, охватывающее 3/4 неба, с помощью которого ожидается открытие около 70 миллионов галактик.
- Гигантский метроволновый радиотелескоп (GMRT) — составил карту излучения неба на частоте 150 МГц.
- HTRU — исследование пульсаров и радиопереходных процессов северного и южного неба с помощью радиотелескопа Паркса и Эффельсбергского радиотелескопа.

### Гамма-излучение
- Космический гамма-телескоп Ферми, ранее называвшийся «Большой космический гамма-телескоп» (GLAST). 2008 — наст. время. Целевой срок службы телескопа — 10 лет.

### Многоволновые опросы
- GAMA — обзор Galaxy And Mass Assembly[12] объединяет данные ряда наземных и космических обсерваторий вместе с данными обзора красного смещения, осуществленного на Англо-Австралийском телескопе. Получившийся набор данных должен стать исчерпывающим ресурсом для изучения физики населения галактик и базовых массовых структур в недавней Вселенной[13].
- GOODS - Глубокое исследование образования и эволюции галактик с помощью Великих обсерваторий.
- COSMOS - исследование космической эволюции.
- CANDELS — комбинированный обзор имеющихся данных о глубоком внегалактическом пространстве в ближнем инфракрасном диапазоне.

В последних трех исследованиях данные наблюдений, полученные с помощью космического телескопа Габбл, космического телескопа Спитцер, рентгеновской обсерватории Чандра и спутника XMM-Newton, соединены с большим набором данных, полученных с помощью наземных телескопов.
- Atlas 3d Survey — выборка из 260 галактик для проекта Astrophysics[14].

### Планируемые
- Большой синоптический смотровой телескоп — предлагаем большой телескоп, предназначенный для многократного обзора всего неба, видимого с места расположения.
- Обзор Widefield ASKAP L-Band Legacy All-Sky Blind Survey (WALLABY).

### Обзоры Магеллановых Облаков
- Каталоги эмиссионных звезд туманностей в Магеллановых Облаках H-α и – опубликовано в 1956 году (Astrophys. J. Suppl., 2, 315).
- MCELS (исследование эмиссионных линий в Магеллановых Облаках).
- Фотометрический обзор Магеллановых Облаков — UBVI (оптический).
- Глубокий обзор в ближнем инфракрасном диапазоне (DENIS).